# Leucochrysa (Leucochrysa) reedi
Leucochrysa (Leucochrysa) reedi is een insect uit de familie gaasvliegen (Chrysopidae), die tot de orde netvleugeligen (Neuroptera) behoort. De soort komt voor in Argentinië.